# Championnat du Pérou de football 1984
Navigation
Saison précédente Saison suivante
La saison 1984 du Championnat du Pérou de football est la cinquante-sixième édition du championnat de première division au Pérou. La compétition regroupe vingt-cinq équipes du pays et se déroule en deux phases.
La première voit les équipes réparties en quatre poules régionales (Metropolitano, Nord, Centre et Sud) où les clubs se rencontrent quatre fois (deux fois pour les clubs de la poule Metropolitano). Les meilleures formations de chaque secteur se qualifient pour le Torneo Descentralizado, le championnat national.
La deuxième phase est le Torneo Descentralizado. Il prend la forme d'une poule unique qui réunit les quatorze meilleures équipes de première phase. Les clubs se rencontrent deux fois, à domicile et à l'extérieur. À l'issue du tournoi, le vainqueur est qualifié pour la Copa Libertadores, la seconde place qualificative est disputée sous forme de Liguilla entre son dauphin et les deux meilleures équipes, parmi celles ayant terminé première de leur poule de première phase.
C'est le Sport Boys qui remporte la compétition après avoir terminé en tête du Torneo Descentralizado, avec un seul point d'avance sur le Colegio Nacional Iquitos et six sur l'Alianza Lima. C'est le 6e titre de champion du Pérou de l'histoire du club.

## Compétition
Le barème utilisé pour établir les différents classements est le suivant :
- Victoire : 2 points
- Match nul : 1 point
- Défaite, forfait ou abandon : 0 point

### Première phase

#### Metropolitano
| Rang | Équipe                    | Pts | J  | G  | N | P | Bp | Bc | Diff |
| ---- | ------------------------- | --- | -- | -- | - | - | -- | -- | ---- |
| 1    | Universitario de Deportes | 26  | 18 | 10 | 6 | 2 | 28 | 14 | +14  |
| 2    | Alianza Lima              | 24  | 18 | 8  | 8 | 2 | 28 | 16 | +12  |
| 3    | Sporting Cristal T        | 22  | 18 | 9  | 4 | 5 | 37 | 26 | +11  |
| 4    | Sport Boys                | 21  | 18 | 8  | 5 | 5 | 31 | 22 | +9   |
| 5    | Unión Huaral              | 16  | 18 | 6  | 4 | 8 | 17 | 22 | -5   |
| 6    | Colegio Nacional Iquitos  | 16  | 18 | 6  | 4 | 8 | 15 | 21 | -6   |
| 7    | Deportivo Municipal       | 15  | 18 | 4  | 7 | 7 | 23 | 26 | -3   |
| 8    | Atlético Chalaco          | 15  | 18 | 3  | 9 | 6 | 21 | 27 | -6   |
| 9    | Juventud La Palma         | 13  | 18 | 3  | 7 | 8 | 16 | 34 | -18  |
| 10   | Octavio Espinosa          | 12  | 18 | 3  | 6 | 9 | 10 | 38 | -28  |

|  | Qualification pour le Torneo Descentralizado |
|  | Participation au barrage de qualification    |
|  | T : Tenant du titre                          |

#### Nord
| Rang | Équipe                           | Pts | J  | G | N | P | Bp | Bc | Diff |
| ---- | -------------------------------- | --- | -- | - | - | - | -- | -- | ---- |
| 1    | Atlético Torino                  | 20  | 16 | 8 | 4 | 4 | 28 | 21 | +7   |
| 2    | Sport Pilsen                     | 19  | 16 | 7 | 5 | 4 | 28 | 25 | +3   |
| 3    | Universidad Técnica de Cajamarca | 18  | 16 | 7 | 4 | 5 | 30 | 20 | +10  |
| 4    | Carlos A. Mannucci               | 12  | 16 | 4 | 4 | 8 | 19 | 29 | -10  |
| 5    | José Gálvez FBC                  | 11  | 16 | 3 | 5 | 8 | 24 | 35 | -11  |

|  | Qualification pour le Torneo Descentralizado |
|  | Participation au barrage de qualification    |

#### Centre
| Rang | Équipe                     | Pts | J  | G | N | P | Bp | Bc | Diff |
| ---- | -------------------------- | --- | -- | - | - | - | -- | -- | ---- |
| 1    | Asociación Deportiva Tarma | 22  | 16 | 9 | 4 | 3 | 26 | 12 | +14  |
| 2    | Huancayo FC                | 17  | 16 | 6 | 5 | 5 | 18 | 15 | +3   |
| 3    | Defensor ANDA              | 17  | 16 | 7 | 3 | 6 | 14 | 15 | -1   |
| 4    | Deportivo Hospital         | 13  | 16 | 6 | 1 | 9 | 17 | 22 | -5   |
| 5    | Hostal Rey                 | 11  | 17 | 3 | 5 | 9 | 16 | 27 | -11  |

|  | Qualification pour le Torneo Descentralizado |

#### Sud
| Rang | Équipe              | Pts | J  | G | N | P  | Bp | Bc | Diff |
| ---- | ------------------- | --- | -- | - | - | -- | -- | -- | ---- |
| 1    | FBC Melgar          | 21  | 16 | 9 | 3 | 4  | 21 | 13 | +8   |
| 2    | Diablos Rojos       | 20  | 16 | 9 | 2 | 5  | 22 | 12 | +10  |
| 3    | Coronel Bolognesi   | 17  | 16 | 7 | 3 | 6  | 16 | 14 | +2   |
| 4    | Alfonso Ugarte      | 11  | 16 | 5 | 1 | 10 | 24 | 30 | -6   |
| 5    | Cienciano del Cusco | 11  | 16 | 4 | 3 | 9  | 6  | 20 | -14  |

|  | Qualification pour le Torneo Descentralizado |
|  | Participation au barrage de qualification    |

#### Barrages de qualification
Deux clubs du groupe Metropolitano, un du groupe Nord et un du groupe Sud disputent un barrage pour déterminer les deux derniers qualifiés pour le Torneo Descentralizado. Les barrages se jouent sous forme de matchs aller-retour.
| Équipe 1                         | Résultat      | Équipe 2            | Aller | Retour |
| -------------------------------- | ------------- | ------------------- | ----- | ------ |
| Universidad Técnica de Cajamarca | 3 - 3 5-3 tab | Deportivo Municipal | 2 - 2 | 1 - 1  |
| Coronel Bolognesi                | 3 - 2         | Atlético Chalaco    | 1 - 1 | 2 - 1  |

### Torneo Descentralizado
Le premier de chaque poule régionale est indiqué en italique.
| Rang | Équipe                           | Pts | J  | G  | N  | P  | Bp | Bc | Diff |
| ---- | -------------------------------- | --- | -- | -- | -- | -- | -- | -- | ---- |
| 1    | Sport Boys                       | 35  | 26 | 13 | 9  | 4  | 34 | 15 | +19  |
| 2    | Colegio Nacional Iquitos         | 34  | 26 | 13 | 8  | 5  | 42 | 22 | +20  |
| 3    | Alianza Lima                     | 29  | 26 | 10 | 9  | 7  | 34 | 17 | +17  |
| 4    | Sporting Cristal T               | 28  | 26 | 8  | 12 | 6  | 35 | 24 | +11  |
| 5    | FBC Melgar                       | 28  | 26 | 9  | 10 | 7  | 25 | 22 | +3   |
| 6    | Universitario de Deportes        | 27  | 26 | 11 | 5  | 10 | 41 | 32 | +9   |
| 7    | Atlético Torino                  | 27  | 26 | 11 | 5  | 10 | 44 | 40 | +4   |
| 8    | Coronel Bolognesi                | 26  | 26 | 9  | 8  | 9  | 26 | 28 | -2   |
| 9    | Huancayo FC                      | 26  | 26 | 9  | 8  | 9  | 21 | 34 | -13  |
| 10   | Asociación Deportiva Tarma       | 23  | 26 | 6  | 11 | 9  | 15 | 28 | -13  |
| 11   | Unión Huaral                     | 22  | 26 | 9  | 4  | 13 | 24 | 37 | -13  |
| 12   | Universidad Técnica de Cajamarca | 21  | 25 | 8  | 5  | 12 | 24 | 27 | -3   |
| 13   | Sport Pilsen                     | 19  | 26 | 6  | 7  | 13 | 27 | 47 | -20  |
| 14   | Diablos Rojos                    | 17  | 25 | 4  | 9  | 12 | 13 | 32 | -19  |

|  | Qualification pour la Copa Libertadores 1985    |
|  | Qualification pour la Liguilla pré-Libertadores |
|  | T : Tenant du titre                             |

#### Liguilla pré-Libertadores
| Rang | Équipe                    | Pts | J | G | N | P | Bp | Bc | Diff |  | Résultats (▼ dom., ► ext.) | Uni | FBC | Col |
| ---- | ------------------------- | --- | - | - | - | - | -- | -- | ---- |  | -------------------------- | --- | --- | --- |
| 1    | Universitario de Deportes | 2   | 2 | 0 | 2 | 0 | 1  | 1  | 0    |  | Universitario de Deportes  |     | 1-1 | 0-0 |
| 2    | FBC Melgar                | 2   | 2 | 0 | 2 | 0 | 1  | 1  | 0    |  | FBC Melgar                 |     |     | 0-0 |
| 3    | Colegio Nacional Iquitos  | 2   | 2 | 0 | 2 | 0 | 0  | 0  | 0    |  | Colegio Nacional Iquitos   |     |     |     |

|  | Qualification pour le barrage |

| Équipe 1                  | Résultat | Équipe 2   |
| ------------------------- | -------- | ---------- |
| Universitario de Deportes | 2 - 1    | FBC Melgar |

## Bilan de la saison
| Championnat du Pérou de football 1984 |                           |
| Champion                              | Sport Boys (6e titre)     |
| Qualifications continentales          |                           |
| Copa Libertadores 1985                | Sport Boys                |
| Copa Libertadores 1985                | Universitario de Deportes |
| Promotions et relégations             |                           |
| Promus en Primera División            | Passage de 25 à 30 clubs  |
| Relégués en Segunda División          |                           |